# Lijst van rivieren in Soedan

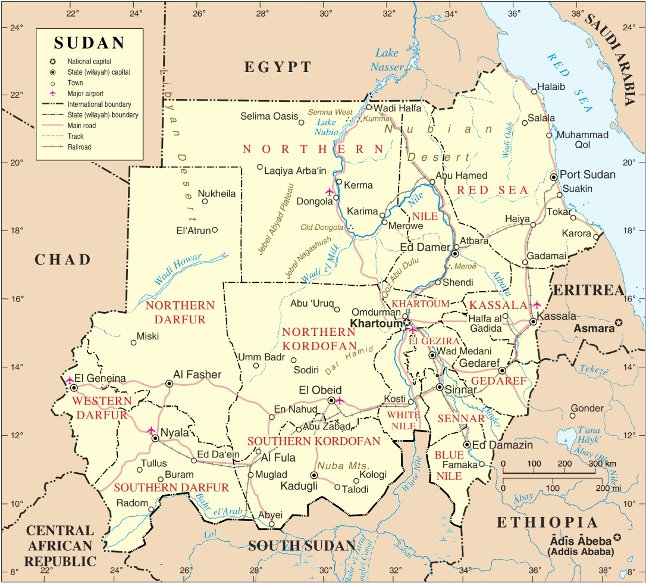
Kaart van Soedan.

Dit is een lijst van rivieren in Soedan. De rivieren in deze lijst zijn geordend naar drainagebekken en de opeenvolgende zijrivieren zijn ingesprongen weergegeven onder de naam van elke hoofdrivier.

## Middellandse Zee
- Nijl
  - Atbarah
    - Mareb (of Gash), bereikt de Atbarah alleen bij hoogwater
    - Tekezé (of Setit)
    - Angereb (of Groot Angereb)

  - Blauwe Nijl
    - Rahad
    - Dinder

  - Witte Nijl
    - Adar
      - Yabus

    - Bahr el Ghazal
      - Jur
      - Bahr al-Arab
        - Adda
        - Umbelasha
        - Lol

  - Sobat
    - Baro
    - Pibor
      - Akobo

## Rode Zee
- Barka

## Endoreïsche bekkens

### Libische Woestijn
- Wadi Howar, een restant van de Gele Nijl, een vroegere zijrivier van de Nijl

### Kundimeer
- Ibrah[1]